# Гончаренко Віктор Вікторович
Ві́ктор Ві́кторович Гончаре́нко (нар. 29 квітня 1959, Дніпро) — український композитор. Член Національної спілки композиторів України (1988).

## Життєпис
1977 — навчався у Дніпропетровському музичному училищі ім. М. І. Глінки на диригентсько-хоровому відділенні.
1983 — закінчив Київську консерваторію (клас Віталія Кирейка), факультативно навчався по класу органа у Арсенія Котляревського.
Перші твори написав у студентські роки — на початку 1980-х років. Згодом створив низку органних фантазій, фуг, Прелюдію і фугу, «Чакону» для органа соло, «Діалоги» для органа та фортепіано. Активно працює в галузях камерної, хорової, органної музики.
1983—1994 — старший музичний редактор видавництва «Музична Україна».
1994—1995 — музичний редактор Центру музичної інформації Національної спілки композиторів України.
1995—1999 — науковий співробітник, старший науковий співробітник Українського центру культурних досліджень.
З 1997 року працював у видавничому об'єднанні «САН», з 1999 — у видавництві «Комвидав», з 2001 — у видавництві «Карета».
З 2006 року — працює на посадах спеціаліста з web-програмування.
Серед виконавців його органних творів: народні артисти України Ірина Калиновська і Володимир Кошуба, Світлана Бардаус, Валерія Балаховська, Ольга Дмитренко, Олександра Сидоренко, Євгенія Кравченко, Наталія Летюк, Лия Якушева, Наталия Величко, Тетяна Орлова, Крейг Вильямс.

## Твори
- 1979 — «Осіння музика» для двох скрипок та віолончелі
- 1981 — Соната для фортепіано
- 1981 — Дві хоральні прелюдії
- 1982 — Чакона (присвячено Арсенію Котляревському)
- 1983 — Соната для скрипки з фортепіано
- 1983 — Елегія для скрипки з фортепіано
- 1983 — Дві народні пісні для органа
- 1984 — Антифони
- 1985 — Фуга для органа
- 1985 — Фантазія для органа
- 1987 — «Зимове» (слова В. Семенка) для мішаного хору а капела
- 1988 — Три фантазії для органа
- 1989 — «Псалом Давидів» (слова Т. Шевченка) (ноти втрачені)
- 1989 — «Покинута церква» для мецо-сопрано і камерного оркестру (слова Ф. Г. Лорки)
- 1990 — Прелюдія і фуга для органа
- 1996 — Сонатина для флейти і клавесина
- 1999 — Елегія «Пам'яті Я. Верещагіна» для камерного оркестру

## Твори останніх років
- 2011

«Ехо». Для двох арф
«У наслідування Бортнянскому». Для мішаного хору a cappella (слова К. Ерзнкаці)
- 2012

Щедрик. Для двох арф
Вальс-glissando для арфи
«Звонили звоны». Обробка російської народної пісні для жіночого вокального ансамблю
Фантазія для арфи
Бурлеска для кларнета соло
«Маленька шубертіана» для арфи
Прелюдія та фуга для кларнета соло
«Через дорогу». Обробка української народної пісні для жіночого вокального ансамблю та вібрафона
«Їхав козак». Обробка української народної пісні для жіночого вокального ансамблю
- 2013

Гопак. Для флейти соло
Маленькі театральні історії. Для флейти соло
«Веснянка». Обробка української народної пісні для жіночого вокального ансамблю
«Осіннє» для мішаного хору a acapella (слова М. Соколова)
Гобоїст. Три характерні п'єси для гобоя соло
Бірюлька. Для флейти пікколо, валторни та струнних
Молитва. Для голосу, флейти та фортепіано. За мотивами поезій М. Гриніва

- 2014

Куранта для двох арф
«Післямова до серенади» для флейти та арфи
Хорал (C-dur) для органа
«Ave Maria». Для флейти, валторни та арфи
Дві п'єси для флейти соло
Колискова (дитяча п'єса) для фортепіано + перекладення для скрипки з фортепіано
Елегія-поема. Для фортепіано
Хоральна прелюдія. Для органу
Маленький вальс. Для камерного складу
«У стилі романсу». Для валторни з фортепіано
Тема. Для фортепіано (дитяча п'єса)
- 2015

«Шарманка-staccato». Для фортепіано (дитяча п'єса)
Народна пісня. Для фортепіано (дитяча п'єса)
«Візерунки». П'єса для двох флейт та дзвіночка
Стара пісня. Для фортепіано (дитяча п'єса)
Клоуни. Для фортепіано (дитяча п'єса)
Концертино для фортепіано та камерного оркестру
Сім простих варіацій на тему Паганіні. Для фортепіано (дитяча п'єса)
- 2016

«Скоромовки» (токата). Для двох фортепіано
Adagio для віолончелі та струнних
Арія. Для двох арф
Арія. Для труби й органу
Вокаліз. Для скрипки (альта) з фортепіано
Вокаліз. Для струнного тріо (варіант)
Пастораль. Для флейти та арфи
Два етюди для флейти соло
Аріозо. Для контрабаса і фортепіано
«Дощик». Дитяча п'єса для арфи
- 2017

Фантазія. На сл. Ф. Г. Лорки. Для голосу, скрипки й фортепіано (перероблення колишнього варіанта)
- 2018

«Псалом Давидів». Для мішаного хору a cappella (на вірші Т. Шевченка) (переписав по пам'яті втрачене)
Sonata-breve для скрипки з фортепіано
- 2019

Хорал (C-dur) для органу (допрацьована версія 2014 р.)
Інтерлюдія для органу
Cantabile для скрипки, віолончелі та арфи
«Псалом Давидів» (53). Для мішаного хору a cappella (на вірші Т. Шевченка)

«З давнього». Ескіз для арфи

Прелюдія та фуга для арфи
- 2020

Lacrimosa. Для флейти, труби, валторни та органу

Концертино для фортепіано та струнних (¹ 2)

Прелюдія та фуга для органу (C-dur)

«Реміністенції. Осінь». На слова А. Фета для мішаного хору a cappella

«Пiсня». Для мішаного хору a cappella на слова Л. Українки (цілком перероблений варіант)

Остинато. Для арфи соло
Карантин-2020. Експерименти з електронною музикою, кіномузикою тощо
Ostinato (етюд). Дитяча п'єса для фортепіано

Романс. Для віолончелі з фортепіано
- 2021

Камерна музика для флейти, гобою та струнних (повна переробка)

Мелодія. Для чотирьох скрипок та фортепіано
- 2022

Пісня. Для скрипки та органу

Фантазія 2 для органу (нова версія)

Вальс для скрипки та арфи
- 2023

«Nun komm, der Heiden Heiland». Хоральна фантазія

Хоральна прелюдія для органу

Три характерні п'єси для фортепіано (Менует, Болеро, У стилі блюз)

Елегія (легка п'єса для фортепіано)

Елегія. Для скрипки (альта) та фортепіано
Чотири вірші Юрія Іздрика

Для читця (декламатора) та камерного оркестру

1. «можна відчути більше...»

2. «а знаєш...»

3. «молитва» (романс)

4. «збережи в собі...»
- 2024

Колядка (легка п'єса для фортепіано)

Колядка. Для скрипки з фортепіано

Вальс-остинато. Для флейти, скрипки та арфи

Con moto. Для флейти та фортепіано

«Хоровод». Для органу
- 2025

Псалми. На слова П. Карманського. Для читця (декламатора) та оркестру (2022-2025)

1. Псалом 1

2. Псалом 2

3. Псалом 3

4. Антистрофа
Маленький менует (легка п'єса для фортепіано)

«Дощ». Дитяча п'єса для фортепіано

Наспів (легка п'єса для фортепіано)

Старий наспів. Для органу